# Kenneth Robeson
 (juin 2022).
Si vous disposez d'ouvrages ou d'articles de référence ou si vous connaissez des sites web de qualité traitant du thème abordé ici, merci de compléter l'article en donnant les références utiles à sa vérifiabilité et en les liant à la section « Notes et références ».
Kenneth Robeson est le nom de plume collectif utilisé par Street and Smith Publications comme auteur de ses deux séries populaires Doc Savage puis The Avenger[Laquelle ?]. Ce pseudonyme a été partagé par un certain nombre d'auteurs, bien que la plupart des aventures de Doc Savage aient été écrites par Lester Dent : 
- William G. Bogart
- Evelyn Coulson
- Harold A. Davis
- Lawrence Donovan
- Philip José Farmer
- Alan Hathway
- Ryerson Johnson
- Will Murray

Les 24 aventures de "the Avenger" sont l'œuvre de Paul Ernst, écrivant sous le nom de Robeson. Pour ajouter à la confusion, Robeson était crédité sur la couverture du magazine The Avenger comme « le créateur de Doc Savage ».